# EDGE
EDGE (eng. Enhanced Data Rates for GSM Evolution) je tehnologija koja omogućava telekomima da koriste postojeće GSM frekvencijske opsege (900, 1800, 1900 MHz) za pružanje multimedijalnih usluga na bazi IP brzina do 384 kb/s. 
Cilj ove tehnologije je povećati brzinu prijenosa i kapacitet sustava i omogućiti nove primjene. EDGE tehnologija koristi 8-faznu (8-faznu Shift Keying) modulaciju, koja osigurava veću brzinu prijenosa. Ova modulacija, kao što ime implicira, ima 8 faznih stanja.  Kod jednofaznog stanja (jedan simbol) moguće je prikazati 3 bita, što znači da je brzina prijenosa na radijskom sučelju 3 puta veća od brzine simbola. Brzina bitova po vremenu je 69,2 kb/s, što je 3 puta više nego za mobilni komunikacijski sustav (22,8 kb/s). 
Nedostatak ove vrste modulacije je što je mnogo složeniji od ostalih (od GMSK-a, na primjer, koji se koristi u GPRS-u i GSM-u, te je manje otporan na utjecaj buke i drugih smetnji. U uvjetima slabog širenja, to može dovesti do velikih pogrešaka pri prijemu.  Stoga se uvodi kodiranje koje uvodi dodatne bitove za ispravljanje pogrešaka. Još jedno poboljšanje EDGE sustava napravljeno je u smislu mogućnosti da paket koji nije dekodiran zbog različitih smetnji treba ponovno poslati pomoću drugačije, prikladnije sheme koda. 
Kada se uvede kao nadogradnja GPRS sustava, potrebno je napraviti hardverske promjene u radio dijelu (bazne stanice i njihovi kontroleri).  Bazne stanice moraju imati novu opremu za primopredaju koja podržava EDGE modulaciju i novi softver koji će omogućiti odgovarajući protokol za prijenos paketa podataka.  Tako, nakon uvođenja EDGE tehnologije, stanice imaju dvije vrste primopredajnika: standardni GSM primopredajnik i EDGE primopredajnik. Također su potrebne određene nadopune mreže (snaga, pokrivenost, raspodjela frekvencija, upravljanje GSM kanalima) i određene promjene softvera u ostatku mreže, osim servisnog čvora i ulaznog čvora. 
S EDGE sustavom, jedan vremenski kanal može podržati više korisnika, što omogućuje veći prometni kapacitet za govorne usluge i podatkovne usluge. Istovremeno, lakše je prisutnost prometa temeljenog na mijenjanjem kruga i na temelju mijenjanjem paketa.
Postoje 4 vrste kanala: 
1. kanal za GSM govorne i GSM kanalno izmjenične kanale
2. kanal za GPRS paketne podatke
3. kanal za GSM govor, podaci koji se prenose putem prebacivanja kanala i poboljšano prebacivanje kanala
4. kanal za EDGE paketne podatke (EGPRS) koji omogućuje istodobno miješanje GPRS i EDGE korisnika

EDGE koristi mobilne terminale dizajnirane za slanje i primanje EDGE moduliranih informacija.  Postoje dvije klase mobilnih terminala za EDGE: 
- mobilni terminali koji koriste GMSK (engl.  Gaussian Minimum Shift Keying) modulacija za uplink i 8-PSK modulaciju za downlink. Brzina prijenosa za uplink ograničena je na one koje pruža GPRS tehnologija, a bitne brzine koje dopušta EDGE bit će dostupne na downlink.
- mobilne terminale koji pružaju 8-PSK modulaciju i na uplink i downlink.

Zahvaljujući jednostavnoj EDGE nadogradnji, može se uvesti uz relativno mala ulaganja i za kratko vrijeme. EDGE se može uvoditi postupno. 